# Рот Вайс (Ален)
«Рот Вайс Ален» (нім. «Rot Weiss Ahlen», букв. — «Червоно-Білий Ален») — німецький футбольний клуб з Алена. Заснований 1 червня 1996 року.
У 2006 році клуб очолював чемпіон Європи 1980 Бернард Діц.